# Otto Laporte
Otto Laporte (Magonza, 23 luglio 1902 – Ann Arbor, 28 marzo 1971) è stato un fisico tedesco naturalizzato statunitense. Famoso per la regola di Laporte, diede notevoli contributi a meccanica quantistica, spettroscopia e fluidodinamica.

## Biografia
Gli antenati di Otto Laporte appartenevano agli ugonotti francesi che fuggirono in Svizzera nel XVII secolo. Suo padre era un ufficiale dell'esercito germanico; negli anni precedenti la prima guerra mondiale era di stanza nelle città di Magonza, Colonia e Metz. Fu in queste città che Laporte fece i suoi studi primari. Allo scoppio della guerra la famiglia fu evacuata a Magonza e Laporte iniziò a interessarsi di ottica e apparecchiature elettriche. Nella primavera del 1920 la famiglia si trasferì per un anno a Francoforte sul Meno; Laporte frequentò l'Università Goethe di Francoforte e fu influenzato dai matematici Arthur Schoenflies, Ludwig Bieberbach e Ernst Hellinger e dai fisici Max Born e Alfred Landé. Nell'estate 1921 la famiglia dovette spostarsi a Monaco di Baviera, dove Laporte frequentò le lezioni di fisica teorica di Arnold Sommerfeld presso l'Università Ludwig Maximilian. Qui conobbe anche Wolfgang Pauli, assistente personale di Sommerfeld, e altri membri del suo gruppo tra i quali Werner Heisenberg, Gregor Wentzel, Karl Herzfeld, e Paul Peter Ewald. La prima ricerca che Laporte svolse riguardava la propagazione delle onde elettromagnetiche su un corpo sferico. Durante un viaggio di studio negli Stati Uniti raccolse dati sugli spettri del ferro e del vanadio. L'analisi dello spettro del ferro fu alla base della sua tesi di dottorato, conseguita nel 1924. Nel corso di queste ricerche scoprì il principio noto come regola di Laporte.
Sommerfeld ottenne per Laporte una borsa di studio di due anni, e questi decise di impiegarla a Washington presso il National Institute of Standards and Technology (1924-1926). Qui Laporte conobbe vari fisici e spettroscopisti tra i quali William Frederick Meggers, Gregory Breit e Harold Urey. Nel 1927 divenne assistente all'Università del Michigan. Negli anni 1928-1937 passò dei periodi in Giappone, dove tenne corsi presso l'Università di Kyōto e l'Università imperiale di Tokyo, diventando inoltre esperto di lingua e cultura giapponese. Nel frattempo ottenne la cittadinanza statunitense (1935). Nel 1949/50 fu analista dell'intelligence per l'esercito di occupazione statunitense a Heidelberg. Negli anni 1954-56 e 1961-63 fu consigliere scientifico presso l'ambasciata americana di Tokyo.
Fino al 1940 Laporte si occupò principalmente di spettroscopia e chimica quantistica. Dal 1944 decise di dedicarsi ad un'area di ricerca completamente diversa, applicando le sue conoscenze spettroscopiche alla fluidodinamica. Laporte fu uno dei membri fondatori della divisione di fluidodinamica dell'American Physical Society, e ne fu presidente nel 1965.
Laporte si sposò nel 1933 con Eleanor Anders, che morì nel 1957. Si risposò nel 1959 con Adele Pond e ne ebbe tre figlie. Morì nel 1971 per un tumore allo stomaco che si sviluppò rapidamente. La National Academy of Science aveva già previsto di eleggerlo tra i suoi membri, e per la prima volta nella storia dell'associazione si decise di effettuare una nomina postuma.